# ژان لو گویی
ژان لو گویی (فرانسوی: Jean Le Guilly‎; ۲۷ ژانویهٔ ۱۹۳۲ – ۲۲ مارس ۲۰۰۵) دوچرخه‌سوار اهل فرانسه بود.